# Liste der Ministerien Guams

Wappen Guams

Dieses ist die Liste der Ministerien Guams. Mit Stand Juni 2015 verfügt dieses Außengebiet der Vereinigten Staaten über 14 Ministerien, die im englischen Department genannt werden.

## Ministerien
- Department of Administration[2] (Abteilung für Verwaltung)
- Department of Agriculture[3] (Abteilung für Landwirtschaft)
- Department of Chamorro Affairs[4] (Abteilung für Angelegenheiten der Chamorro)
- Guam Department of Corrections[5] (Abteilung für Strafvollzug)
- Department of Integrated Services for Individuals with Disabilities[6] (Abteilung für Dienstleistungen zur Unterstützung von Personen mit Einschränkungen)
- Department of Labor/AHRD[7] (Abteilung für Arbeit/Arbeiterentwicklung)
- Department of Land Management[8] (Abteilung für Landverwaltung)
- Department of Mental Health & Substance Abuse[9] (Abteilung für Psychische Gesundheit und Drogenmissbrauch)
- Department of Military Affairs[10] (Abteilung für Militärangelegenheiten)
- Department of Parks and Recreation[11] (Abteilung für Parks und Freizeit)
- Department of Public Health & Social Services[12] (Abteilung für Gesundheit und Sozialdienste)
- Department of Public Works[13] (Abteilung für Öffentliche Arbeiten)
- Department of Revenue & Taxation[14] (Abteilung für Finanzen und Steuern)
- Department of Youth Affairs[15] (Abteilung für Jugendangelegenheiten)